# Albert Paulis

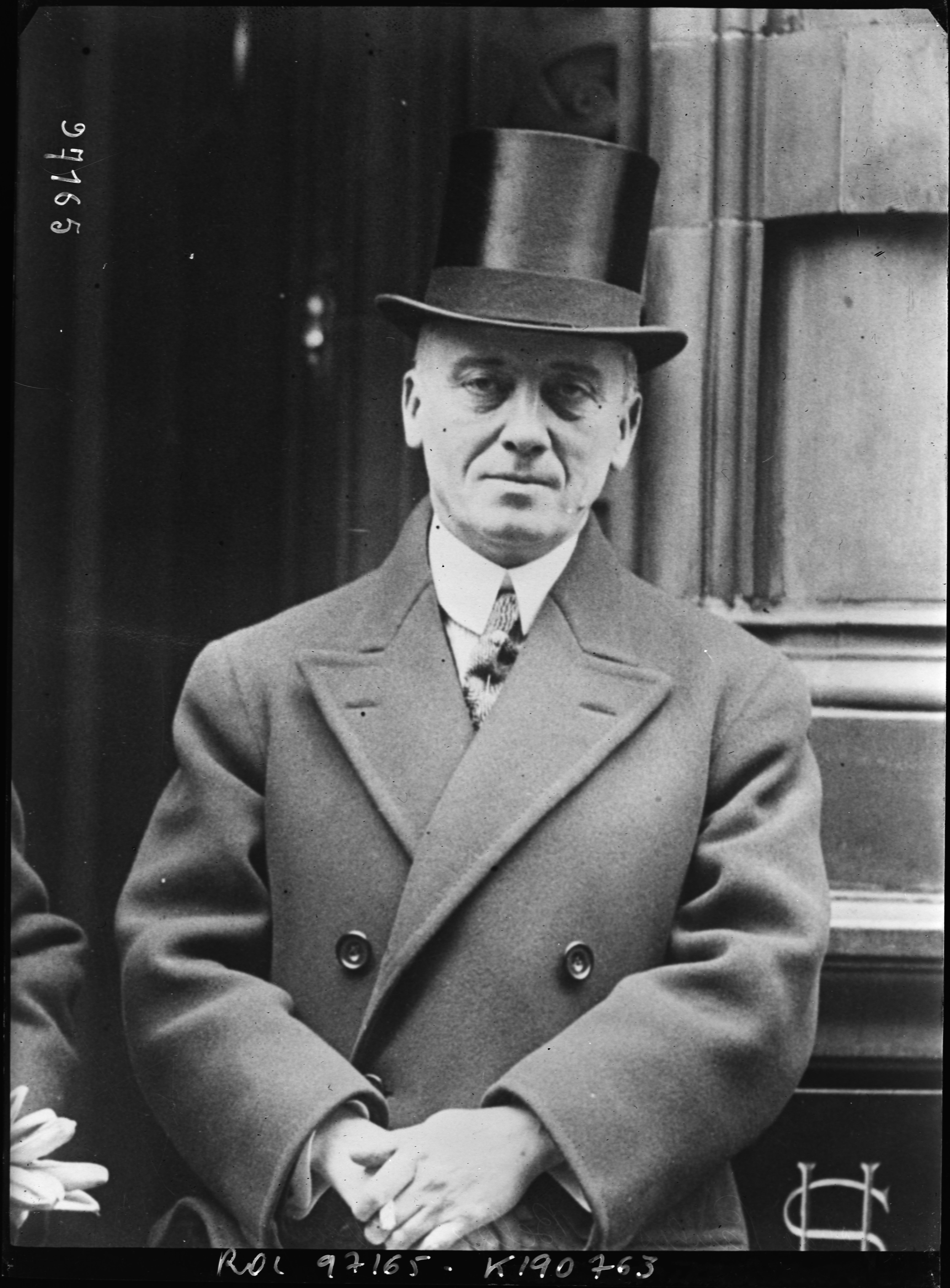
Albert Paulis (1924)

Albert Paulis (* 1875; † 1933) war Offizier der belgischen Armee. Nach dem Besuch der belgischen Militärakademie wurde er um die Jahrhundertwende in den Kongo-Freistaat gesandt. Er beteiligte sich 1903 an Aufklärungsmissionen in Bahr el-Ghazal. Im folgenden Jahr gründete er die Posten Ire und Bel-Air am Mirid. Diese wurden 1907 von den Briten übernommen. Im selben Jahr gründete er mit Pauling die Société coloniale de construction (Socol). Den Ersten Weltkrieg beendete er im Rang eines Obersten. Im Jahre 1918 wurde er Stabschef des Ministers für Kolonien, Louis Franck. Paulis beschäftigte sich vornehmlich mit Transportfragen in Belgisch Kongo. Neben der Socol, deren Direktion er 1921 übernahm, war er an der Cotonnière du Congo beteiligt und initiierte mit dem Ingenieur Alfred Liénart die Kongolesische Nebenbahn. Die 1934 an der damaligen Endstation jener erbaute Stadt wurde nach ihm benannt, bekam jedoch im Rahmen der Zairianisierung den Namen des Nachbardorfes Isiro.